# Kivijärvi (sjö i Finland, Lappland, lat 66,28, long 24,45)
Kivijärvi är en sjö i Finland. Den ligger i kommunen Övertorneå i landskapet Lappland, i den norra delen av landet, 700 km norr om huvudstaden Helsingfors. Kivijärvi ligger 117,6 meter över havet. Den är 7,7 meter djup. Arean är 2,88 kvadratkilometer och strandlinjen är 14,19 kilometer lång. Sjön  ingår i Torne älvs huvudavrinningsområde.   Den sträcker sig 4,1 kilometer i nord-sydlig riktning, och 1,6 kilometer i öst-västlig riktning.
I övrigt finns följande i Kivijärvi:
- Kapansaari (en ö)
- Koijusaari (en ö)
- Salmensaari (en ö)
- Karhusaari (en ö)
- Kaupunginsaari (en ö)
- Keihässaari (en ö)